# Miloš Ćuk
Miloš Ćuk (in serbo Милош Ћук?; Novi Sad, 21 dicembre 1990) è un pallanuotista serbo, centrovasca del Novi Beograd.

## Carriera
Dopo cinque stagioni passate nel blasonato Partizan di Belgrado, con cui ha vinto tre titoli nazionali, tre Coppe di Serbia, due Euro Interliga, una LEN Champions League e una Supercoppa Europea, passa ai campioni d'Ungheria dell'Eger nell'estate 2014. Gioca anche in Croazia, al Mladost, prima di ritornare in Serbia. 
Ha conquistato due medaglie d'oro olimpiche con la Serbia.

## Palmarès

### Club

#### Trofei nazionali
- Campionato serbo: 4

Partizan: 2009-10, 2010-11, 2011-12
Novi Beograd: 2023-24
- Coppa di Serbia: 6

Partizan: 2009-10, 2010-11, 2011-12
Radnicki: 2021-22
Novi Beograd: 2023-24, 2024-25
- Coppa d'Ungheria: 1

Eger: 2015-16
- Kup Hrvatske: 1

Mladost: 2019-20

#### Trofei internazionali
- Coppa dei Campioni/Eurolega: 1

Partizan: 2010-11
- Supercoppa LEN: 1

Partizan: 2011
Szolnok: 2017
- Lega Adriatica: 3

Mladost: 2018-19, 2019-20
Novi Beograd: 2023-24
- Euro Interliga: 2

Partizan: 2009-10, 2010-11
- Tom Hoad Cup: 1

Partizan: 2011

### Nazionale
- Giochi olimpici

Rio de Janeiro 2016: 
Parigi 2024: 
- Mondiali

Kazan' 2015: 
Shanghai 2011: 
Budapest 2017: 
- Europei

Eindhoven 2012: 
Budapest 2014: 
Belgrado 2016: 
Barcellona 2018: